# Bazinul Dunării

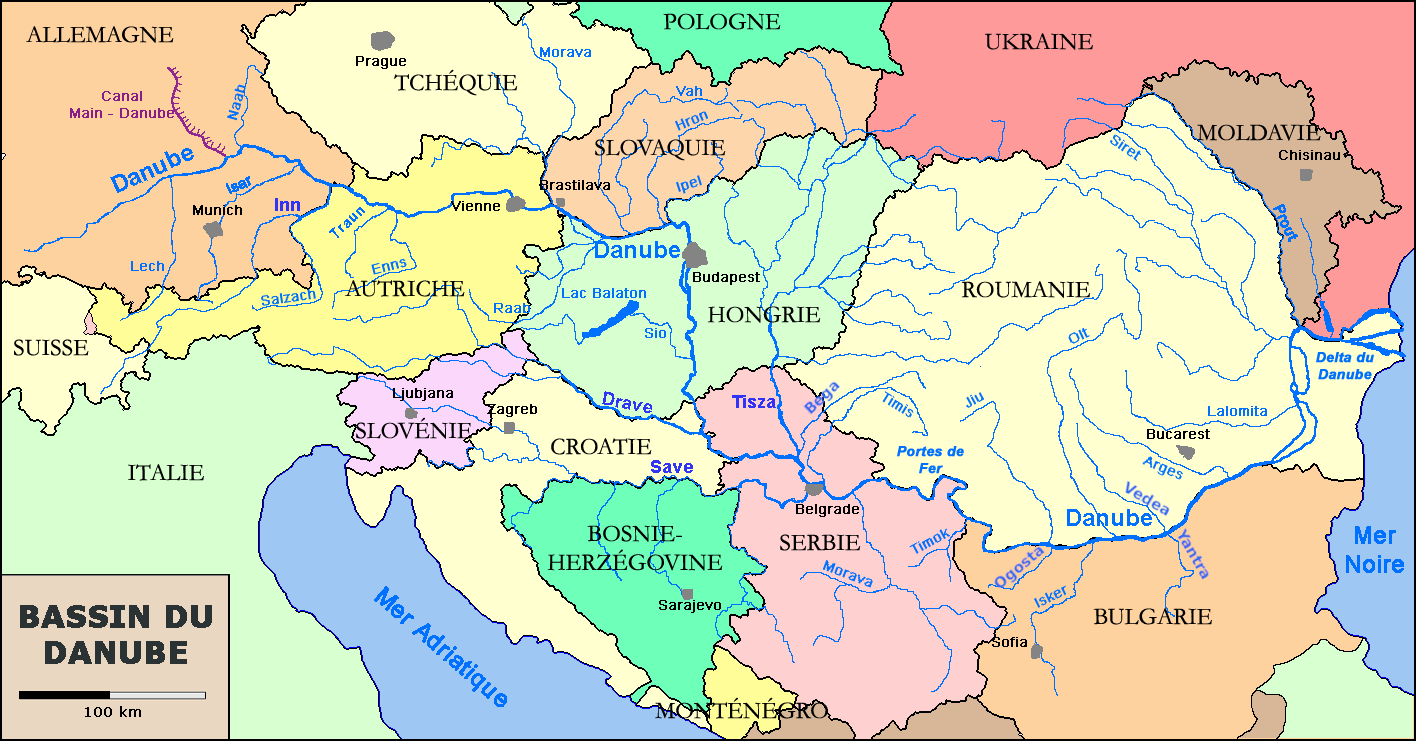
Bazinul Dunării după țară

Bazinul Dunării este un bazin hidrografic de ordinul întâi și face parte din bazinul Mării Negre. Reprezintă zona din care apa se varsă în fluviul Dunărea fie direct, fie prin afluenții săi. Granițele sale cu bazinele hidrografice învecinate sunt: la vest bazinul Rinului și bazinul Po, iar la nord bazinul Elbei, bazinul Oderului, bazinul Vistulei și bazinul Niprului, iar la sud bazinul Vardar, bazinul Marica și de asemenea bazine mai mici ale unor afluenți ai Mării Adriatice, Egee și Negre. Cel mai înalt punct al bazinului hidrografic se află la 4.049 de metri deasupra nivelului mării, la Piz Bernina în Alpii de Est.

## Suprafețe
Bazinul acoperă teritoriul a 19 țări și include o parte din teritoriul disputat al Kosovo. Următorul tabel conține dimensiunea bazinelor hidrografice din fiecare țară în funcție de două surse diferite.
| Țară                  | cf. ICPDR în km² | cf. cawater în km² |
| --------------------- | ---------------- | ------------------ |
| România               | 232.193          | 228.500            |
| Ungaria               | 93.030           | 92.800             |
| Serbia                | 81.560           | 81.500             |
| Austria               | 80.423           | 81.600             |
| Germania              | 56.684           | 59.000             |
| Bulgaria              | 47.413           | 40.900             |
| Slovacia              | 47.084           | 45.600             |
| Bosnia și Herțegovina | 36.636           | 38.200             |
| Croația               | 34.965           | 35.900             |
| Ucraina               | 30.520           | 29.600             |
| Cehia                 | 21.688           | 20.500             |
| Slovenia              | 16.422           | 17.200             |
| Moldova               | 12.834           | 13.900             |
| Muntenegru            | 7.075            | [ 5 ]              |
| Elveția               | 1.809            | 2.500              |
| Italia                | 565              | 1.200              |
| Polonia               | 430              | 700                |
| Albania               | 126              | 200                |
| Macedonia de Nord     | 109              | [ 5 ]              |
| in total              | 801 463          | 790 100            |

## Subbazin
| bazin                 | suprafață km² | izvor              | altitudine izvor m | râu          | debit m³/s | lungime km |
| --------------------- | ------------- | ------------------ | ------------------ | ------------ | ---------- | ---------- |
| Bazinul Tisei         | 157.200       | Pietrosul          | 2.303              | Tisa         | 810        | 1.214,5    |
| Bazinul Savei         | 95.700        | Triglav            | 2.864              | Sáva         | 1.760      | 1.170      |
| Bazinul Siretului     | 44.000        | Ineu               | 2.279              | Siret        | 185        | 155,1      |
| Bazinul Dravei        | 41.238        | Grossglockner      | 3.798              | Dráva        | 610        | 1.382,5    |
| Bazinul Velka Moravei | 37.444        | Hajla ,            | 2.403              | Velká Morava | 255        | 1.104,5    |
| Bazinul Prutului      | 27.500        | Hoverla            | 2.061              | Prut         | 80         | 134,1      |
| Bazinul Moravei       | 26.658        | Praděd             | 1.491,3            | Morava       | 120        | 1.880,3    |
| Bazinul Innului       | 26.100        | Piz Bernina        | 4.049              | Inn          | 730        | 2.225,2    |
| Bazinul Oltului       | 24.300        | Moldoveanu         | 2.544              | Olt          | 174        | 600,6      |
| Bazinul Sio           | 14.953        | Kab-hegy           | 599                | Sió          | 39         | 1.498      |
| Bazinul Argeșuli      | 12.400        | Moldoveanu         | 2.544              | Argeș        | 71         | 432        |
| Bazinul Vahului       | 10.640        | Kriváň             | 2.494              | Váh          | 152        | 1.765,8    |
| Bazinul Rabei         | 10.401        | Osser              | 1.548              | Rába         | 18         | 1.794      |
| Bazinul Timișului     | 10.280        | Căleanu            | 2.196              | Timiș        | 47         | 1.154,2    |
| Bazinul Jiului        | 10.070        | Parângul Mare      | 2.519              | Jiu          | 80         | 691,6      |
| Bazinul Ialomiței     | 8.900         | Omu                | 2.507              | Ialomița     | 40         | 231,1      |
| Bazinul Iskarului     | 8.600         | Musala             | 2.926              | Iskăr        | 54         | 637        |
| Bazinul Isarului      | 8.370         | Zugspitze ,        | 2.962              | Isar         | 175        | 2.281,7    |
| Bazinul Jantrei       | 7.900         | Botev              | 2.376              | Jantra       | 40         | 536,7      |
| Bazinul Vedea         | 7.500         | Pielești           | 610                | Vedea        | 40         | 530        |
| Bazinul Enzei         | 5.940         | Hoher Dachstein    | 2.995              | Enže         | 195        | 2.111,8    |
| Bazinul Nabei         | 5.514         | Schneeberg         | 1.051              | Nába         | 50,3       | 2.385      |
| Bazinul Hron          | 5.455         | Ďumbier⁠(d)         | 2.043              | Hron         | 53,7       | 1.716      |
| Bazinul Ipel'         | 5.200         | Drahová            | 1.118              | Ipeľ         | 21         | 1.708,2    |
| Bazinul Traun         | 4.277         | Hoher Dachstein    | 2.995              | Traun        | 135        | 2.125      |
| Bazinul Lech          | 4.100         | Parseierspitze⁠(d)  | 3.036              | Lech         | 120        | 2.496,4    |
| Bazinul Altmühl       | 3.258         | Dürrenberg         | 656                | Altmühl      | 24,3       | 2.415      |
| Bazinul Rezna         | 2.953         | Velký Javor        | 1.456              | Řezná        | 35         | 2.379,2    |
| Bazinul Osam          | 2.874         | Žaltec             | 2.226              | Osăm         | 16,4       | 600        |
| Bazinul Mlava         | 2.810         | Beljanica          | 1.339              | Mlava        | 10         | 1.091,6    |
| Bazinul Iller         | 2.200         | Großer Krottenkopf | 2.656              | Iller        | 70         | 2.587,9    |
| Bazinul Litava        | 2.138         | Heukuppe           | 2.007              | Litava       | 30,2       | 1.840      |
| Bazinul Kamp          | 1.753         | Weinsberg          | 1.041              | Kamp         | 10         | 1.985      |
| Bazinul Paar          | 1.631         | Kreuzberg          | 655                | Paar         | 9,5        | 2.449      |
| Bazinul Vils          | 1.449         | Seeon              | 515                | Vils         | 76,8       | 2.249      |
| Bazinul Karas         | 1.400         | Poiana Rusului     | 1.023              | Karaš        | 6,4        | 1.076,5    |
| Bazinul Nerei         | 1.380         | Piatra Gozna       | 1.447              | Nera         | 13,2       | 1.075      |
| Bazinul Ybbs          | 1.300         | Ötscher            | 1.893              | Ybbs         | 30,2       | 2.058      |
| Bazinul Pek           | 1.236         | Strelnik           | 1.065              | Pek          | 10,5       | 1.057,1    |
| Total                 | 612.873       | Piz Bernina        | 4.049              | Dunărea      | 6.079,1    | 0          |